# Змагання Гора з Сетом

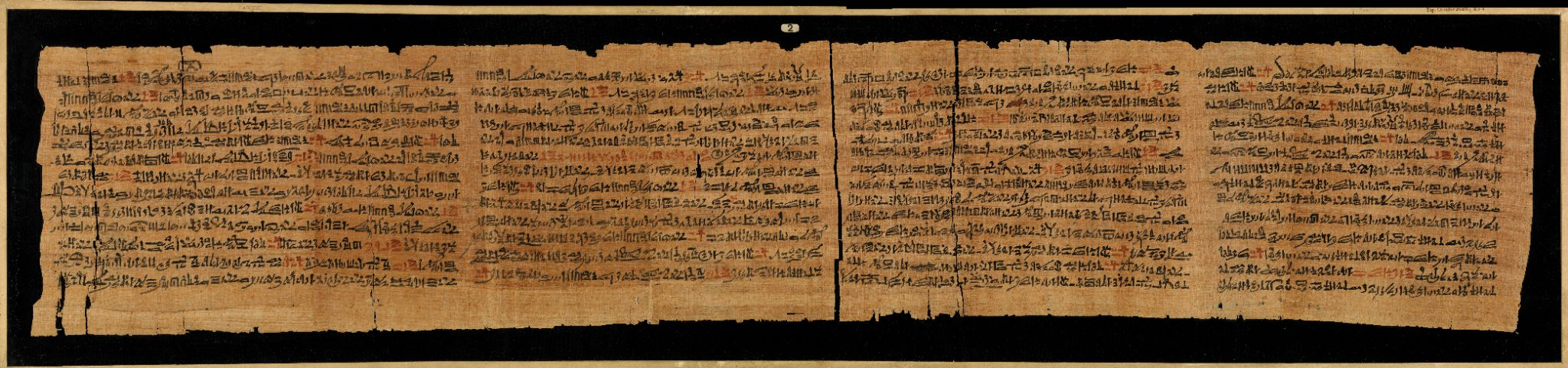
Рукопис «Змагання Гора та Сета» ієратичним письмом у Бібліотеці Честера Бітті

«Змагання Гора та Сета» — це міфологічна історія часів XX династії Єгипту, ⁣ яка міститься на перших шістнадцяти сторінках папірусів Честера Бітті та розповідає про бої між Гором і Сетом, за право стати наступником Осіріса на посаді короля.

## Папірус I Честера Бітті
Папірус I Честера Бітті датується XX династією  за часів правління  Рамзеса V і, ймовірно, походить із писарського збірника, який був записаний для особистої розваги (Честер Бітті Папірус I, Оксфорд). Папірус містить історію про змагання Гора та Сета, а також інші різні поетичні пісні про кохання. Первісним місцем походження папірусу був Фіви. Коли його знайшли, папірус мав розмір 55 см і був розірваний і розчавлений. Папірус був опублікований видавництвом Оксфордського університету в 1931 році та нині знаходиться в бібліотеці Честера Бітті в Дубліні. 

## Історія
Можливо, найважливішою частиною Папірусу I Честера Бітті є міфологічна історія «Змагання Гора і Сета», яка стосується битв між Горусом і Сетом, за звання наступника престолу Осіріса. Конкретний час змагань — це період, протягом якого бої тимчасово припинилися, а Сет і Горус подали свою справу на розгляд Еннеади. Протягом всієї історії Гор і Сет проводять різні змагання, щоб визначити хто стане королем. Гор кожного разу перемагає Сета. Початок історії — це своєрідний судовий процес, коли Сет і Гор відстоюють свої інтереси, а божества Еннеади висловлюють свої думки. Далі в історії Сет бореться з Горусом і після кількох тривалих битв Гор нарешті перемагає і стає королем.

## Значення оповідання
Історія «Змагання Гора та Сета» важлива для єгипетського суспільства через її значення для правління. Історія відображає традиційну схему успадкування королівської влади в Стародавньому Єгипті: від батька до сина. Ця історія також важлива для ідеї божественного правління, оскільки вона встановлює ідею тріади Осіріса як мертвого короля, Гора як живого царя на землі та Ісіди як матері короля.

## Подальше вивчення та академічний аналіз
Багато дослідників і єгиптологів займалися «Змагання Гора і Сета». Джон Гвін Гріффітс, наприклад, розповідає про весь конфлікт між Гором і Сетом у своїй книзі «Конфлікт Гора і Сета». У книзі Гріффітс розглядає різні аспекти поточної битви за посаду Осіріса, включаючи каліцтва, гомосексуальні епізоди та судове засідання. Ґріффітс стверджує, що цей міф має політичне та історичне походження і що історія Гора та Сета пов’язана зі змаганням племен до об’єднання Єгипту.  Інші історики відмовилися від цієї ідеї, коли мовиться про «Змагання Гора та Сета», і кажуть, що ця конкретна історія була створена просто як релігійний міф і що не слід її розглядати в історичному контексті (Оксфордська енциклопедія Стародавнього Єгипту).
У «Давньоєгипетській літературі» Антоніо Лопрієно стверджує, що Змагання є одним із перших випадків «міфології як текстового жанру» та моменту, коли міфологія входить у літературне поле. Він каже, що це пов'язано з тим, що цю історію також можна сприйняти як приклад політичної сатири (Loprieno 50) 
В оксфордській публікації Папірусу I Честера Бітті, що містить «Змагання Гора та Сета», наведено точку зору Алана Х. Гардінера, де він порівнює цю історію з історіями грецьких божеств та Одіссеєю Гомера.

## Дивіться також
- Давньоєгипетська література